# Tha Hall of Game
Tha Hall of Game è il terzo album del rapper statunitense E-40. Pubblicato il 29 ottobre 1996, è distribuito dalla Sick Wid It e dalla Jive Records. Prendono parte all'album, tra gli altri, Tupac, Too Short e i Luniz. Il 2 gennaio 1997 la RIAA lo certifica disco d'oro.
Tha Hall of Game raggiunge la quarta posizione nella Billboard 200 e la seconda nella chart degli album hip hop.
| Recensione | Giudizio |
| ---------- | -------- |
| AllMusic   | [ 3 ]    |
| RapReviews | [ 1 ]    |
| The Source | [ 4 ]    |

## Tracce
1. Record Haters (Rasheed Wallace & AZ Diss) (featuring Big Lurch & Calvin Hightower) – 4:38 (testo: Earl Stevens, Ricardo Thomas) – Rick Rock
2. Rapper's Ball (featuring Too Short & K-Ci) – 5:27 (testo: Earl Stevens, Ant Banks, Cedric Hailey, Todd Shaw) – Ant Banks
3. Growing Up (featuring Lil E & Shamia McCloud) – 3:52 (testo: Stevens, Marvin Whitemon) – Studio ToN
4. Million Dollar Spot (featuring 2Pac & B-Legit) – 4:07 (testo: Stevens, Brandt Jones, Mike Mosley, Tupac Shakur) – Mike Mosley
5. Mack Minister (Skit) (feat. Andre Dow) – 2:33
6. I Wanna Thank You (featuring Suga-T) – 5:16 (testo: Kevin McCord) – Ali Maliek
7. The Story (featuring Ephriam Galloway) – 4:54 (testo: Stevens, Darryl McDaniels, Ephriam Galloway, Femi Ojetunde, Joseph Simmons, Mosley, Rick Rubin) – Mike Mosley
8. My Drinking Club (featuring Young Mugzi & Levitti) – 4:59 (testo: Stevens, Kevin Gardner, Dulon Stevens, Lewis King) – Kevin Gardner, Redwine
9. Ring It (featuring Spice 1, Keak da Sneak & Harm) – 4:48 (testo: Stevens, Charles Williams, Robert Green, Anthony Glimour, Rodney Waller) – Tone Capone
10. Pimp Talk (Skit) (featuring Mike Tha Shiek) – 0:50
11. Keep Pimpin' (featuring D-Shot) – 4:13 (testo: E. Stevens, D. Stevens, Whitemon) – Studio ToN
12. I Like What You Do to Me (featuring B-Legit) – 4:01 (testo: Anthony Lockett, Larry Blackman) – Studio ToN
13. Things'll Never Change (featuring Bo-Roc) – 4:01 (testo: Bruce Hornsby, Stevens, Ojetunde, Mosley) – Femi Ojetunde, Mike Mosley
14. Circumstances (featuring Luniz, Cold 187um, Kokane, Celly Cel & T-Pup) – 5:29 (testo: Gregory Hutchinson, Stevens, Garrick Husband, Jerold Ellis, Jr., Kokane, Marcellus McCarver, Thomas, Thomas Hudson) – Rick Rock
15. It Is What It Is (featuring Kaveo) – 4:47 (testo: Stevens, Whitemon) – Studio ToN
16. Smebbin' – 3:53 (testo: Stevens, Whitemon) – Studio ToN

## Classifiche settimanali
| Classifica (1996)         | Posizione massima |
| ------------------------- | ----------------- |
| Stati Uniti               | 4                 |
| US Top R&B/Hip-Hop Albums | 2                 |

## Formazione
- Ant Banks - produttore (traccia 2), missaggio (traccia 2), tastiere (traccia 2), batteria (traccia 2), autore testo (traccia 2)
- Ben Leinbach - ingegnere del suono (tracce 1, 8-9, 13)
- Tony Mills - ingegnere del suono (tracce 1, 8-9, 13)
- Mike Mosley - missaggio (tracce 1, 4, 7, 13), tastiere (tracce 4, 7), batteria (traccia 4, 7, 13), produttore (tracce 4, 7, 13), autore testo (tracce 4, 7, 13)
- Femi Ojetunde - tastiere (tracce 4, 7, 13), basso (traccia 4), co-produttore (tracce 4, 7), missaggio (tracce 4, 13), chitarra (tracce 7, 13), autore testo (tracce 7, 13), produttore (traccia 13)
- Earl Stevens - produttore esecutivo, voce, autore testi (tracce 1-4, 7-10, 13-16)
- Ricardo Thomas - produttore (tracce 1, 14), missaggio (tracce 1, 14), tastiere (tracce 1, 14), batteria (tracce 1, 14)
- Carlos Warlick - missaggio (tracce 1-4, 7-9, 13-14), ingegnere del suono (traccia 14)